# Carmel Saint-Joseph d'Aire-sur-l'Adour
Le carmel Saint-Joseph, situé à Aire-sur-l'Adour, dans le département des Landes (diocèse de Dax), est une maison religieuse en activité. Comme son nom l'indique, elle a d'abord été fondée et habitée par une communauté de sœurs carmélites, avant d'être confiée à la Communauté du Chemin Neuf, une communauté catholique à vocation œcuménique, et d'inspiration ignatienne et charismatique.

## Histoire

### La fondation
En 1853, le carmel de Libourne cherche à fonder une maison fille. La future mère supérieure Catherine Augustine est sollicitée par Mgr Lannéluc pour venir à Aire-sur-l'Adour, et travaille avec un architecte, nommé M. de Villeneuve, sur les plans du futur couvent. Six carmélites s'installent dans le nouvel édifice encore en chantier, dont la prieure qui a déjà fondé auparavant trois autres carmels dans le Sud-Ouest de la France.

### La croissance
En 1903, de nombreuses congrégations sont expulsées de leur monastère. Ce n'est pas le cas à Aire-sur-l'Adour. Toutefois, en prévision d'un possible durcissement des lois anticléricales, certaines sœurs (les dix plus jeunes, accompagnées de la mère supérieure) partent fonder un carmel à Izmir (Smyrne), en Turquie ottomane. Le nouveau monastère a du mal à recruter localement ; de surcroît, la prieure y meurt, laissant les jeunes sœurs quelque peu livrées à elles-mêmes. En 1922, lors de la guerre gréco-turque, elles doivent fuir et quitter définitivement cette fondation, et revenir à Aire,.
En 1939, répondant à l'appel missionnaire de Pie XI ainsi qu'aux demandes des Missions étrangères de Paris, la communauté carmélite d'Aire, devenue très nombreuse, décide de fonder un carmel en Corée. La présence locale du père Camille Bouillon, et de l'archevêque de Séoul, Mgr Adrien Larribeau, tous deux Gersois, favorise la fondation d'un carmel à Séoul. Certaines sœurs ayant participé à la première aventure missionnaire turque repartent pour la Corée, en particulier Mère Marie-Mechtilde,.

### La transmission du carmel
Durant la guerre de Corée, deux des fondatrices du carmel de Séoul sont tuées par les soldats communistes [sont mortes de maladie et d'épuisement et non tuées directement par les soldats coréens communistes, à la suite du traitement très rationné et déséquilibré en nourriture, des conditions d'hygiène et de logement très spartiates avec les rigueurs de l'hiver coréen de moins 30 et la marche forcée pendant l'automne et l'hiver 1950. Pour une des deux, on ne sait pas réellement mais elle était très affaiblie et est décédée sur le chemin et personne des prisonniers ne l'ont revue - voir le livre d'une des trois religieuses carmélites du groupe emprisonné, survivantes sur les cinq prisonnières avec d'autres religieux ou pas occidentaux, "La marche à la mort "- édition du Carmel, 2000- de sœur Marie-Madeleine qui était pourtant aveugle à plus de 50 ans et en mauvaise santé qui survivra à trois ans d'emprisonnement itinérant sur les routes de la Corée du Nord également mais qui retournera plus tard vivre en Corée jusqu'à plus de 80 ans- un livre que je vous recommande de lire] . Malgré ou grâce à ce martyre, la croissance et le rayonnement du carmel de Séoul ont permis d'ouvrir de 1939 à 2010 sept autres maisons en Corée, plus une autre au Cambodge, sans compter sept maisons de pères carmes. En revanche, la diminution et le vieillissement de la communauté-mère d'Aire-sur-l'Adour incite les sœurs carmélites à quitter leur couvent pour se répartir dans d'autres maisons de l’ordre en France. Pour prendre le relais, la communauté carmélite sollicite la Communauté du Chemin Neuf.

## Architecture

### L'église
L'église du carmel comprend une nef flanquée de bas-côtés, de trois travées voûtées d’ogives. Les murs limitant le chœur sont peints.

#### L'orgue
L'église du carmel est dotée d'un petit orgue, datant de 1890 et construit par Cavaillé-Coll. Le buffet, placé en aplomb de la tribune, est en chêne, composé de trois tourelles plates comptant trois tuyaux chacune, et de deux plates-faces de sept tuyaux. La boîte expressive dépasse la hauteur de la façade du buffet. Quant à la console, elle est placée sur le côté du buffet. Elle dispose de deux claviers de cinquante-six notes et un pédalier de trente notes. Les transmissions sont mécaniques.
| Grand-orgue      | Grand-orgue | Récit expressif  | Récit expressif | Pédale | Pédale |
| Bourdon          | 16'         | Gambe            | 8'              | Pédale |        |
| Flûte harmonique | 8'          | Voix céleste     | 8'              | Pédale |        |
| Montre           | 8'          | Flûte octaviante | 4'              | Pédale |        |
| Prestant         | 4'          | Doublette        | 2'.             | Pédale |        |

### Protection
Le 20 janvier 2009, tous les éléments bâtis et non bâtis jusqu'au mur de clôture inclus sont inscrits à l'inventaire supplémentaire des monuments historiques. Lors des Journées européennes du patrimoine, le Carmel est ouvert et les membres du Chemin Neuf en font notamment visiter le cloître et les jardins ; la demande étant forte, il arrive qu'une partie du public soit refusée.